# Лёгкие крейсера типа «Линдер»
Лёгкие крейсера типа «Линдер» — тип лёгких крейсеров Королевского военно-морского флота Великобритании времён Второй мировой войны. Всего построено восемь единиц: пять для Великобритании и три для Австралии. Позднее два из них были переданы Новой Зеландии, из них один затем вошёл в ВМС Индии. Австралийские крейсера были модифицированы и их выделяют в отдельный проект «Улучшенный Линдер». Разработаны на основе тяжёлого крейсера «Эксетер».
Первые британские крейсера нового поколения. Все корабли этого типа были названы в честь героев древнегреческой мифологии.

## История создания
В 1928 году начались работы над проектом 6000-тонного крейсера, призванного заменить списываемые корабли типа «Таун». Анализ использования крейсеров типов «Чатем»,
«Аретьюза», «Каледон» и «Даная» показал, что для обеспечения 27-узлового хода при волнении 4 — 5 балла нужно водоизмещение не менее 6000 тонн.
На «конференции по 6-дюймовым крейсерам» 30 января 1929 года рассмотрели пять эскизных проектов со 152-мм и 140-мм артиллерией. Все они имели водоизмещение 6000 т, длину по ватерлинии 157 м, ширину 15,85 м, мощность силовой установки 60 000 л. с., максимальную скорость 31,25 узла (30 узлов в полном грузу) и дальность плавания 6000 миль 16-узловым ходом. Основные различия были в вооружении и бронировании.
На конференции пришли к выводу, что бронирование должно обеспечивать защиту от 152-мм снарядов на дистанциях от 50 до 80 кбт. и от 120-мм — на дистанциях свыше 35 кбт. Под таким требования подходили 76-мм пояс и 51-мм бронепалуба. Водоизмещение всех проектов пересчитали под эти толщины.
Поскольку новый крейсер предназначен для действий не только в составе флота, но и на океанских коммуникациях, уже после закладки головного корабля было принято решение о включении в состав вооружения второго самолета и 53-футовой катапульты (вместо 46-футовой), позволявшей использовать самый тяжелый бортовой разведчик того времени — поплавковый биплан «Фэйри IIIF». Кроме того, решено было установить второй зенитный дальномер HACS на кормовой надстройке и защитить мостик 12,7-мм броней. В результате проектное водоизмещение возросло до 7184 дл. т.

## Конструкция

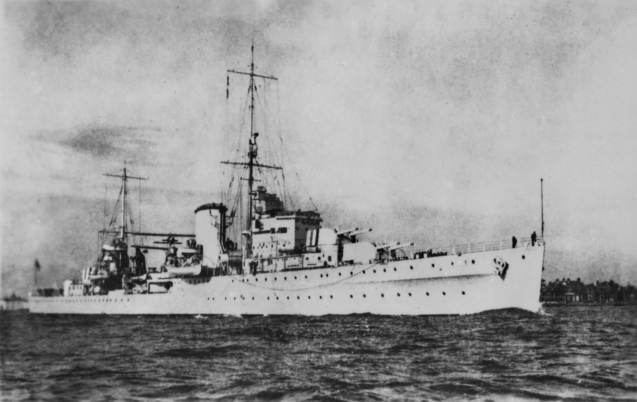
Лёгкий крейсер «Ахиллес»

Крейсера типа «Линдер» были спроектированы на основе крейсеров типа «Йорк», с аналогичной схемой бронирования, но меньшие по размеру и с менее мощной силовой установкой. Корпус набирался по продольной схеме и делился на 15 отсеков.
Счетверённые 12,7-мм зенитные пулемёты «Виккерс» Mk. III стали ещё одним новшеством, впервые появившимся на этих крейсерах. Предполагалось, что 4-дюймовые зенитки будут отбивать атаки торпедоносцев и горизонтальных бомбардировщиков, а пулемёты бороться с пикировщиками и штурмовиками.

### Энергетическая установка
Главная энергетическая установка состояла из четырёх турбозубчатых агрегатов Парсонса и четырёх трёхколлекторных паровых котлов Адмиралтейского типа. Все котлы имели форсированное дутье, подогреватели топлива и воздуха, а в носовом котельном отделении оборудовались пароперегревателями для использования на экономическом режиме хода. Котлы и турбины стояли попарно в трех котельных и двух машинных отделениях. «Линдеры» стали последними британскими крейсерами, имевшими традиционную линейную компоновку энергетической установки. Рабочее давление пара в котлах — 21,28 кг/см² (21 атм.), температура — 315°С.
Каждый турбоагрегат развивал мощность 18 000 л. с., разгоняя крейсера до максимальной скорости хода 32,5 узлов при стандартном водоизмещении или до 31 узла при полной нагрузке. Как показал опыт эксплуатации, при отсутствии докования в течение шести месяцев скорость снижалась до 29 узлов из-за обрастания днища.
Электроэнергию вырабатывали два турбогенератора мощностью по 300 кВт по одному в каждом машинном отделении. Сеть постоянного тока питали два дизель-генератора мощностью по 300 кВт.
Дальность плавания составляла 5730 миль 13-узловым ходом, 5100 миль 20-узловым ходом, на скорости 30 узлов крейсера могли пройти 1910 миль. Имеются данные по расходу топлива основными турбинами на «Акилезе», согласно которым на 12-узловом ходу он сжигал 3,6 т мазута в час, на 20-узловом — 7 т/ч, на 30-узловом — 26 т/ч. Данные по расходу топлива крейсерскими турбинами неизвестны. В некоторых справочниках приводится дальность плавания крейсеров серии в 10 300 миль 12-узловым ходом.

### Бронирование
Вся броня — гомогенная, нецементированная. Схема бронирования «линдеров» по конструкции в целом повторяла «Эксетер».
Броневой пояс прикрывал отсеки энергетической установки и выполнялся из 76,2-мм плит гомогенной нецементированной стали «NC» на 25,4-мм подкладке из среднеуглеродистой стали Дюколь «D». Он опускался ниже ватерлинии на ?, а по высоте доходил до главной палубы (в районе машинно-котельных отделений — до верхней палубы). Поперечные траверзы одинаковой толщины — 25,4 мм, броневая палуба — 31,8-мм (25,4-мм «NC» на 6,4-мм подкладке), продолжавшаяся в оконечности, в районе отсека кормового редуктора она имела 37-мм скосы. Кроме того, все переборки между котельными и машинными отделениями изготавливались из 6,3-мм броневой стали. Рулевой привод защищался 37-мм палубной броней и 31-мм скосами, замыкавшимися 25-мм траверсами. Башни имели толщину 25/25/25 мм — лоб/борт/крыша. Барбеты и податочные трубы имели толщину 25 мм. Погреба башен главного калибра защищались с бортов 89-мм броней, сверху — 51-мм палубой, спереди и сзади — 76-мм траверсами.
Конструктивная противоторпедная защита отсутствовала.
Общий вес брони головного «Линдера» составлял 871 т (11,7 % водоизмещения), у последующих кораблей он возрос до 882 т.

### Артиллерийское вооружение
Главный калибр состоял из восьми 152-мм орудий Mk.XXIII в четырёх двухорудийных башнях Mk.XXI, которые разрабатывались на основе башни Mk.XVII, прошедшей испытания на «Энтерпрайзе». Новая установка отличалась от прототипа — это было вызвано большей длиной ствола и увеличенным углом возвышения орудий. Данная пушка стала основным оружием лёгких крейсеров британского флота, построенных в 1930—1940 годы (кроме типа «Дидо»). На ней на новом технологическом уровне вернулись к моноблочной конструкции ствола — с 90-х годов XIX века стволы скреплялись методом наматывания проволоки.
Для 152-мм орудий имелось два типа снарядов — бронебойный и фугасный. Вес обоих равнялся 50,8 кг, вес взрывчатого вещества в первом 1,7 кг (3,35 %), во втором — 3,6 кг (7,1 %). В качестве метательного заряда использовался кордит марки SC150, обладавший повышенной стойкостью, что и позволило отказаться от обязательной для прежних кораблей системы рефрижерирования погребов.
Скорость вертикального наведения — 5 — 7 °/с, горизонтального — 10 °/с.
Каждая из двух групп башен главного калибра имела общий зарядный погреб и два снарядных. Вместимость погребов — 200 снарядов на ствол.

#### Зенитное вооружение
По проекту предполагались четыре 102-мм зенитки Mk.V в одинарных установках Mk.IV. Они монтировались на одиночных станках Mk.IV без щитов в районе дымовой трубы. Погреба примыкали к первому котельному отделению. Боезапас — 200 снарядов на ствол. Орудие Mk.V было принято на вооружение ещё в 1914 году и применялось на кораблях всех классов: линкорах, крейсерах, эсминцах, шлюпах. Первоначально оно предназначалась только для стрельбы по надводным целям, но к концу Первой мировой войны были разработаны зенитные установки. Установка Mk.IV не оснащалась щитом, имела массу 7,1 т, обеспечивала вертикальное наведение в от — 5 до +80°, практическая скорострельность составляла 14 выстрелов в минуту. Основными недостатками орудия были невысокая скорость наводки, неудобство ведения огня при малых углах возвышения из-за слишком высокого расположения затвора, вызванного естественной балансировкой ствола.
Счетверённые 12,7-мм зенитные пулемёты Vickers .50 стали ещё одним новшеством, впервые появившимся на «Линдере».
Две установки располагались на специальных спонсонах в задней части носового шельтердека, обеспечивающих широкий сектор огня, а третья — на кормовой надстройке. Кроме них, на крейсерах имелось несколько пулеметов «Льюис» калибра 7,69 мм, которые могли устанавливаться на лёгкие тумбы или задействованы в качестве ручных, и 237 винтовок, предназначенных для вооружения десантных партий.

## Представители

### Серия Линдер
- «Линдер» (HMS Leander, HMNZS Leander) — заложен 8 сентября 1930 г., спущен 24 сентября 1931 г., вошёл в строй 24 марта 1933 г.
- «Ахиллес» (HMS Achilles, HMNZS Achilles, HMIS Delhi, INS Delhi) — заложен 11 июля 1931 г., спущен 1 сентября 1932 г., вошёл в строй 6 октября 1933 г.
- «Нептун» (HMS Neptune) — заложен 24 сентября 1931 г., спущен 31 января 1933 г., вошёл в строй 12 февраля 1934 г.
- «Орион» (HMS Orion) — заложен 26 сентября 1931 г., спущен 24 ноября 1932 г., вошёл в строй 18 января 1934 г.
- «Аякс» (HMS Ajax) — заложен 7 февраля 1933 г., спущен 1 марта 1934 г., вошёл в строй 12 апреля 1935 г.

### Серия Улучшенный Линдер

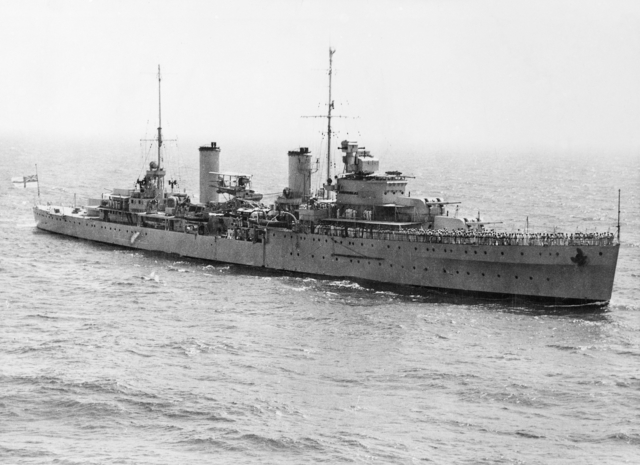
Лёгкий крейсер «Сидней» в 1940 году

Три крейсера типа Линдер были переданы Австралии, где они были переименованы в честь австралийских городов. Основным их
отличием от прототипа стал переход на эшелонное расположение энергетической установки. Из-за несколько возросшей
длины броневого пояса, прикрывающего ЭУ, пришлось увеличить ширину корпуса для сохранения остойчивости. Благодаря широкому использованию сварки, реальное водоизмещение всех трёх кораблей улучшенного проекта оказалось меньше проектного.
- HMS Amphion → HMAS Perth
- HMS Apollo → HMAS Hobart
- HMS Phaeton → HMAS Sydney

## Оценка проекта
Зарубежных аналогов «Линдер» немного. Французские крейсера типа «Дюгэ-Труэн» и итальянские «Кондоттьери» ранних серий при равенстве в артиллерии главного калибра существенно уступали в бронировании, артиллерии ПВО, дальности плавания и мореходности, хотя «на бумаге» имели превосходство в скорости (непросто реализуемое на практике, как показал печальный пример «Коллеони»). Немецкие лёгкие крейсера, начиная с типа «К» и заканчивая «Нюрнбергом», были хуже защищены, имели менее эффективную зенитную артиллерию дальнего боя и меньшую дальность плавания. Конечно были и недостатки. «Линдеры» получились не столь универсальными, как того ожидалось. Для эскадренной службы они оказались крупноватыми (в целях экономии создали тип «Аретьюза»), к тому же крейсера не обладали достаточной маневренностью для лидирования эсминцев и не соответствовали обязательному требованию минимального силуэта. Для действий в океане дальность плавания нужна была побольше (проблему решили на «улучшенных „Линдерах“»). Опыт войны показал, что «Линдерам» не хватает запаса водоизмещения для усиления зенитного вооружения и установки нового оборудования. «Линдеры» имели линейное расположение силовой установки, «улучшенные „Линдеры“» — эшелонное. Однако опыт войны продемонстрировал неплохую живучесть кораблей и не дал ответа на то, какая компоновка энергетической установки лучше: линейная или эшелонная.
| Сравнительные ТТХ                           | Сравнительные ТТХ                                      | Сравнительные ТТХ                                             | Сравнительные ТТХ                                             | Сравнительные ТТХ                                           | Сравнительные ТТХ                                  | Сравнительные ТТХ                               | Сравнительные ТТХ                               |
| Основные элементы                           | «Дюгэ Труэн»                                           | «Альберико да Барбиано»                                       | «Луиджи Кадорна»                                              | «Перт»                                                      | тип «К»                                            | «Лейпциг»                                       | «Нюрнберг»                                      |
| ------------------------------------------- | ------------------------------------------------------ | ------------------------------------------------------------- | ------------------------------------------------------------- | ----------------------------------------------------------- | -------------------------------------------------- | ----------------------------------------------- | ----------------------------------------------- |
| Водоизмещение, стандартное/полное, т        | 7249/9350                                              | 5184/7670                                                     | 5323/7194                                                     | 7040/8965                                                   | 6650/8130                                          | 6515/8250                                       | 7037/8897                                       |
| Энергетическая установка, л. с.             | 100 000                                                | 95 000                                                        | 95 000                                                        | 72 500                                                      | 65 000                                             | 72 600                                          | 72 600                                          |
| Максимальная скорость, узлов                | 33                                                     | 36,5                                                          | 36,5                                                          | 32,5                                                        | 32                                                 | 32                                              | 32                                              |
| Дальность плавания, миль на скорости, узлов | 4500 (15)                                              | 3800 (18)                                                     | 3088 (16)                                                     | 7000 (15)                                                   | 3100 (13)                                          | 3780 (15)                                       | 3280 (15)                                       |
| Артиллерия главного калибра                 | 4×2 — 155-мм                                           | 4×2 — 152-мм                                                  | 4×2 — 152-мм                                                  | 4×2 — 152-мм                                                | 3×3 — 150-мм                                       | 3×3 — 150-мм                                    | 3×3 — 150-мм                                    |
| Универсальная артиллерия                    | 4×1 — 75-мм                                            | 3×2 — 100-мм                                                  | 3×2 — 100-мм                                                  | 4×2 — 100-мм                                                | 3×2 — 88-мм                                        | 3×2 — 88-мм                                     | 4×2 — 88-мм                                     |
| Лёгкая зенитная артиллерия                  | 4×1 — 13,2-мм                                          | 4×2 — 37-мм, 4×2 — 13,2-мм                                    | 4×2 — 37-мм, 4×2 — 13,2-мм                                    | 3×4 — 12,7-мм                                               | 4×2 — 37-мм, 4×1 — 20-мм                           | 4×2 — 37-мм, 4×1 — 20-мм                        | 4×2 — 37-мм, 4×1 — 20-мм                        |
| Торпедное вооружение                        | 2×2 — 550-мм ТА                                        | 2×2 — 533-мм ТА                                               | 2×2 — 533-мм ТА                                               | 2×3 — 533-мм ТА                                             | 4×3 — 533-мм ТА                                    | 4×3 — 533-мм ТА                                 | 4×3 — 533-мм                                    |
| Бронирование, мм                            | Башни — 25…30 мм, погреба — 25…30 мм, рубка — 25…30 мм | Пояс — 24+18 мм, палуба — 20 мм, башни — 23 мм, рубка — 40 мм | Пояс — 24+18 мм, палуба — 20 мм, башни — 40 мм, рубка — 70 мм | Пояс — 76, палуба — 32, башни и барбеты — 25, погреба до 89 | Пояс — 50+15, палуба — 40, башни — 30, рубка — 100 | Пояс — 50, палуба — 25, башни — 30, рубка — 100 | Пояс — 50, палуба — 25, башни — 80, рубка — 100 |
| Экипаж, чел.                                | 578                                                    | 521                                                           | 694                                                           | 570                                                         | 850                                                | 850                                             | 896                                             |